# Dead Island: Riptide
Dead Island: Riptide is een open wereld actierollenspel ontwikkeld door Techland en uitgegeven door Deep Silver voor Microsoft Windows, PlayStation 3 en Xbox 360. Het spel is een vervolg op Dead Island.
In het spel tracht de speler te overleven in een wereld vol zombies.

## Verhaallijn
In Dead Island: Riptide komen de personages terug van in het eerste spel Dead Island. De overlevenden ontsnappen door middel van een helikopter van het eiland Banoi. Maar onderweg raakt hun brandstof op, net op tijd is daar een militaire boot waar ze veilig kunnen landen. Eenmaal geland wil Serpo de overlevenden in quarantaine zetten, Lt-Col Hardy wil dit echter niet. Serpo dreigt tot de superieuren van Hardy te spreken, hij heeft geen keus en zet de overlevenden in quarantaine. Tot plots de hel los breekt op de boot. De personages moeten ontsnappen van het schip, aangezien het aangevallen is door zombies. Serpo ontsnapt door middel van een helikopter en laat de anderen achter. Het schip is niet meer te redden en uiteindelijk worden de personages wakker op het strand, hier is ook Lt-Col Hardy van het schip, aan de horizon is het schip te zien waar de personages op hebben gezeten. 
Ook is er een onderzoeker die de fenomenen van de zombie Apocalyps onderzoekt. Hij vertelt hun later dat het leger van plan is het eiland Palanai te bombarderen. Eerst reageren de overlevenden enorm argwanend. Toch gaan ze over tot actie.
De overlevenden besluiten naar de stad Henderson te reizen om te zien of ze daar kunnen ontsnappen aan de bombardementen. Daar is vlak bij een militaire basis die misschien nog niet aangevallen is door de zombies. Maar de stad heeft geen bruikbare toegangswegen. Om de pier van de stad te bereiken volgen ze een tunnel. In deze tunnel treffen ze dokter Kessler aan. Deze dokter vertelt hun dat de zombie apocalyps een gevolg is van  een chemisch wapen.  En dat het mogelijk is dat immune mensen die verder zouden lopen door het gas toch zouden kunnen worden geïnfecteerd.  In de tunnel raakt een van de overlevenden geïnfecteerd door de gassen en verandert hij een  sterkere zombie. Eenmaal deze zombie verslagen is, vertelt dokter Kessler dat de andere overlevenden het wel halen zolang ze niet in grote hoeveelheden aan het gas worden blootgesteld.
Eenmaal aangekomen op de militaire basis en ze merken dat de basis volledig vernietigd is. Daar vertelt Hardy dat ze helemaal niet van plan waren om het eiland te bombarderen, maar dat hij een terrorist is die zo veel mogelijk informatie wil over de zombies. De overlevenden slagen erin om Serpo te contacteren. Hij stelt voor om de overlevenden te komen halen met een helikopter. Eenmaal aangekomen schiet Serpo Hardy neer. Dit pikken de overlevenden niet en schieten Serpo zijn helikopter neer. Ze treffen Serpo levend aan bij de helikoptercrash.  Daar vertelt Serpo dat uiteindelijk het leger achter de gehele coördinatie van de zombie apocalyps zit. En stelt hun voor om medische hulp te geven aan de overlevenden.  De overlevenden kiezen ervoor om Serpo bij de zombies achter te laten en hun kansen te wagen. Later vinden ze een boot en wagen ze hun kansen op de zee. Het spel eindigt met een scène waarbij er een klink langzaam opengaat in het ruim van het schip.

## Speelbare personages
Sam B, Logan, Purna en Xian Mei waren reeds speelbare personages in Dead Island.
- John Morgan
- Logan
- Purna
- Sam B
- Xian Mei